# Baba Taher
Baba Taher còn gọi là Baba Tahir (tiếng Ba Tư: بابا طاهر -) (sống vào khoảng 1000 – 1055) là nhà thơ của giáo phái thần bí Ba Tư.
Tên hiệu của Baba Taher là Oryan. Ông là nhà thơ rất nổi tiếng trong thế giới Ả Rập với thể thơ rubaiyat. Cùng với Omar Khayyam, là hai nhà thơ chỉ sáng tác theo thể thơ này. Thơ của Baba Taher thể hiện lòng khát khao đạt đến Thượng đế và chân lý cuối cùng, phê phán sự bất công ở đời. Ngôn ngữ của thơ ông gần gũi với những bài hát dân gian nên theo thời gian có nhiều bài thơ của các tác giả dân gian đều được coi là của Ba ba Taher. Gần đây người ta đã xây dựng lăng mộ của ông tại Hamadan.